# Magdalena Carlota Bona Teresa de Clermont-Tonnerre-Luxemburgo
Madeleine Carlota Bona Teresa de Clermont-Tonnerre-Luxemburgo (14 de agosto de 1635-21 de agosto de 1701), fue una Duquesa de Piney, Luxemburgo, Condesa de Linyi, y esposa del mariscal de Luxemburgo. 

## Biografía
Fue hija de Margarita Carlota de Luxemburgo, Linyi, Duquesa de Piney, Luxemburgo, y de su segundo esposo, el conde Carlos-Enrique de Clermont-Tonnerre. De acuerdo con el Duque de Saint-Simon:

Era terriblemente fea de rostro y figura, ni vendedor de arenques de grasa en el mercado; pero como los hijos de su primer matrimonio eran incapaces de heredar, ella era muy rica, lo que, en opinión de Monsieur Prince, habría permitido convertir a Boutville en duque y par..
- Saint-Simon. Memorias. 1691-1701, p. 106

Las cualidades espirituales y mentales de su persona no compensaban su apariencia. Insignificante e incolora, con modales extraños, no poseía ni carácter agradable ni fuerza de voluntad. Inicialmente, su dote era muy humilde, ya que su padre no era parte del Estado y la herencia de su madre se dividió en tres partes.

### Matrimonio y descendencia
Con las dudosas maniobras realizadas por el príncipe de Condé, su padre y Madame de Chatillon, que destituyó a su medio hermano y hermana, separándolos de la herencia, Magdalena se convirtió en propietaria de títulos y posesiones de la Casa Luxemburgo-Ligny, las cuales fueron otorgadas a su esposo François-Henri de Montmorency-Boutville, que tampoco tenía un aspecto agradable, siendo jorobado por delante y por detrás.
El contrato de matrimonio, elaborado los días 1 y 2 de marzo de 1661, fue aprobado el 28 de ese mes en presencia de Luis XIV, Ana de Austria, el Príncipe de Condé, y muchas otras personas significativas. Magdalena trajo como dote el ducado Piney, Condado de Ligny, el Principado de Egremont y otras tierras, que proporcionó una renta total de 80 mil libras, y Boutville, por su parte, aportó los castillos y señores de Presy-sur-Oise, Gaillardbois, Luss en Navarra, y otras menores participaciones significativas.
El matrimonio se realizó el 17 de marzo de 1661. Todos los gastos de la boda fueron pagados por Magdalena. Según De Segur, nunca obtuvo amor o afecto, ni siquiera la aparición de tales, de su marido o sus hijos, contenta, según Saint-Simon, con honores, riquezas y títulos. Pronto fue exiliada por su marido a Ligny-en-Barrua, donde vivió sin descanso y casi sola durante unos cuarenta años, sin participar ni en la vida de la corte ni en los asuntos del mariscal. Los hijos que tuvieron fueron:
- Carlos Francisco Federico I de Montmorency-Luxemburgo (28.02.1662-4.08.1726), Duque de Piney-Luxemburgo. Casado por primera vez en 1686 con la princesa Marie-Anne d'Albert (1671-1694), hija de Charles-Honoré d'Albert, duque de Chevreuse y de Luynes, y Jeanne-Marie-Thérèse Colbert; 2) (1696). Zhilong Marie Gillet,  marquesa de Clerambault (muerta en 1709), hija de René Gillet, marqués de Clerambault y Marmande y Marie Le Loup de Bellenaves.
- Pedro Enrique de Montmorency-Thibault-Luxemburgo (1663-25.11.1700) Orkan Abad y Saint-Michel, Gran Maestro de la rama francesa de la Orden del Espíritu Santo.
- Pablo Segismundo de Montmorency-Luxemburgo (3.09.1664-28.10.1731), Duque de Chatillon. Esposa 1) (1696): Marie-Anne de La Trémoille (1676-1708), marquesa de Royan, condesa Olonne, hija de François de La Tremoya, marqués de Royan, conde Olonne y Yolanda-Julie de La Trémouille -Nuarmute; 2) (1731). Elizabeth Ruye de Mele (muerta en 1740), hija de Etienne Boucher.
- Angélica Cunegonda de Montmorency-Luxemburgo (18.01.1666-7.01.1736), abadesa secular Poussin. Casada el 10 de julio de 1694 con Luis Enrique de Borbón-Soissons, príncipe de Neuchatel y Valanzhen (1640-1703).
- Christian-Luis de Montmorency-Luxemburgo (9.02.1676-23.11.1746): Príncipe de Tengri, Mariscal de Francia. Casado en 1711 con Luisa Madeleine de Arles de Beaumont (1694-1749), hija de Achille Arles IV conde de Beaumont y de Luise-Renée de Loyue.